# Nissan R382
O R382 era um carro de corrida construído em 1969 pela Nissan para competir no Grande Prêmio do Japão.Foi o primeiro motor V12 da competição.Foi uma substituição para o Nissan R381.